# 公子瑕 (郑国)
公子瑕（？—前627年），春秋时期郑国的公子，父亲郑文公，母苏女，同母弟子俞弥。
郑国泄驾讨厌公子瑕，郑文公也讨厌他，前629年，公子瑕出奔楚国
。前627年，楚国令尹子上率军带公子瑕到国君。在新郑的桔秩之门攻城，公子瑕的战车在周氏池塘中翻倒，外仆髡抓住了他献给郑穆公。郑文公夫人把他敛葬在郐城下。